# Michel Cartry
Michel Cartry (1931-2008) est un anthropologue et africaniste français. Il est directeur d'études à l'École pratique des hautes études et spécialiste de l'anthropologie de la religion.

## Biographie
Michel Cartry est étudiant en philosophie à la Sorbonne, et suit les séminaires de Claude Lévi-Strauss et de Georges Balandier. Ce dernier lui obtient un poste au Centre d'études et de recherches internationales (CERI) de Institut d'études politiques de Paris. Il est chercheur au CNRS de 1964 à 1974, puis est élu directeur d'études à l'École pratique des hautes études où il succède en 1974 à Germaine Dieterlen. Il mène jusqu'en 1991 un programme de recherche sur les « Systèmes de pensée en Afrique noire.

## Publications
- L'Afrique au sud du Sahara, Paris : Fondation nationale des sciences politiques, 1962
- 'Note sur les signes graphiques du géomancien gourmantché', Journal de la Société des Africanistes, 1963
- (avec Alfred Adler) 'La transgression et sa dérision', L'Homme, juillet 1971.
- « Clans, lignages et groupements familiaux chez les Gourmantché », L'Homme
- (éd. ) La notion de personne en Afrique noire, 1973
- Sous le masque de l'animal : essais sur le sacrifice en Afrique noire, Paris : PUF, 1987
- « D'un rite à l'autre : la mémoire dans le rituel et le souvenir de l'ethnologue », in Daniel de Coppet, Comprendre les rituels, Routledge, 1992, pp. 26–51
- (éd. avec Marcel Detienne) Destins de meurtriers, Paris : École pratique des hautes études (section des sciences religieuses), 1996.
- 'De la divination au sacrifice : la métaphore de l'attache', dans Architecte l'invisible. Autels, ligatures, écritures, Turnhout, Brepols, 2009.